# Daniel Bodamer
Daniel Bodamer (* 1993) ist ein deutscher Koch.

## Leben
Nach der Ausbildung in Königsbach-Stein wechselte Bodamer 2012 zum Restaurant Falconera in Öhningen (ein Michelinstern) und 2013 zum Gästehaus Klaus Erfort bei Klaus Erfort in Saarbrücken (drei Michelinsterne). Ab 2014 kochte er im Restaurant Atelier bei Jan Hartwig im Hotel Bayerischer Hof in München (zwei Michelinsterne) und 2017 im Restaurant Schwarzwaldstube bei Torsten Michel in Baiersbronn (drei Michelinsterne). 2019 wurde er Souschef im Restaurant Le Clarence in Paris (zwei Michelinsterne), 2021 im Restaurant Tantris in München.
Im November 2022 wurde er Küchenchef im Restaurant Brothers in München, das 2023 mit einem Michelinstern ausgezeichnet wurde.

## Auszeichnungen
- 2023: Ein Michelin-Stern für das Restaurant Brothers in München[2]